# Koronisia
Koronisia (griechisch Κορωνησία (f. sg.), älter auch Κορακονησία Korakonisía) ist die größte und einzige bewohnte Insel im Ambrakischen Golf. Das gleichnamige Fischerdorf auf ihr gehört mit zwei Kirchen und der Ruine einer Burg zu den Ausflugszielen der Gemeinde Arta, zu der die Insel seit 2011 als Ortsgemeinschaft gehört.
Koronisia ist der nordwestliche von drei kleinen Kalkfelsen, die sich rund 17 km südlich der Stadt Arta, etwa in der Mitte des Ambrakischen Golfs bis fünf Meter über die Wasseroberfläche erheben. Mit den beiden anderen Inselchen (Pethameno Πεθαμένο und Peranisi Περανησί) ist Koronisia durch Nehrungen verbunden, zusammen umschließen sie die kleine Sakouletsi-Lagune. Nördlich von Koronisia erstreckt sich die Logarou (Λογαρού), die größte Lagune des Ambrakischen Golfs. Eine rund sechs Kilometer lange Nehrung mit einer Asphaltstraße verbindet Koronisia nordwestlich mit Kap Salaora und dem Festland, nordöstlich von Koronisia führt eine rund vier Kilometer lange Nehrung zum Schwemmland des Arachthos-Deltas. Koronisia ist das Zentrum eines Natur- und Vogelschutzgebiets (AT3011006), das die Logarou-Lagune und das Arachthos-Delta umfasst. Vor allem Wasservögel leben in dem Feuchtgebiet, so der Krauskopfpelikan und einige Reiherarten, darunter Rallen- und Purpurreiher.
Südlich von Koronisia befinden sich sieben kleine Eilande, die als Korakonisia (Κορακονήσια, ‚Rabeninseln‘) bezeichnet werden, ein Name, der sich möglicherweise auf mit den Fischern konkurrierende Kormorane bezieht und den auch Koronisia ursprünglich trug. Deren größtes, Vouvalos, umschließt zwei Kilometer südlich von Koronisia eine eigene Mikro-Lagune.
Eine Statistik des Osmanischen Reichs 1895 wies für Koronisia, das damals zum Sandschak Preveze im Vilâyet Yanya gehörte, 48 männliche und 37 weibliche Bewohner aus. Arta war damals schon mit Thessalien an Griechenland gefallen und der Arachthos war der Grenzfluss. Nach der Angliederung an Griechenland infolge des Vertrags von London 1913 fiel die Insel an Griechenland und erhielt 1919 den Status einer Landgemeinde (kinotita) in der Präfektur Arta. Von 1925 bis 1974 gehörte die Gemeinde zur Präfektur Preveza, gelangte dann zu Arta zurück und wurde 1997 mit zahlreichen Nachbargemeinden zur neuen Gemeinde Amvrakikos zusammengeschlossen, die schließlich 2011 nach Arta eingemeindet wurde.
In Koronisia gibt es eine der Muttergottes geweihte, dreischiffige Kirche aus spätbyzantinischer Zeit, deren Ursprünge ins Ende des 10. Jahrhunderts zurückgehen. Um diese Kirche existierte ein Kloster, das 1193 zum ersten Mal schriftlich erwähnt ist, aber 1918 aufgegeben wurde. Die Kirche wurde mehrfach umgebaut, vor allem um 1670, 1870 und im 20. Jahrhundert. Sie dient heute als Pfarrkirche. Eine kleine Kapelle ist dem Heiligen Onuphrios von Preveza geweiht, der hier im späten 18. Jahrhundert wirkte und den Glockenturm vor der Kirche errichtet haben soll. Auch ist der Brunnen des Klosters erhalten.
Im Süden der Insel befindet sich eine kleine Festung (Koulia), die baugleich mit der Festung Laskara auf einem Hügel an der Spitze der Landzunge östlich von Preveza ist, die Anfang des 19. Jahrhunderts unter Ali Pascha Tepelena errichtet wurde. Sie wurde umfassend restauriert und dient als Kulturzentrum.
Die Einwohner betreiben immer noch Fischfang. Ein kleiner Hafen befindet sich im Südwesten der Insel. Ein wichtiger Wirtschaftszweig ist außerdem der Tourismus. Wegen des flachen Wassers sind die Strände der Insel auch für Kinder geeignet.